# Забейворота, Полина Николаевна
Полина Николаевна Забейворота (в девичестве Лукина; род 21 января 2003 года, Астрахань, Россия) — российская спортсменка, борец вольного стиля. Чемпионка России 2023. Чемпионка Европы 2021 среди юниоров. Мастер спорта международного класса по вольной борьбе.

## Происхождение
Родилась Полина в Астрахани, но затем она с семьей переехала в хутор Обуховка, что в Ростовской области. В семилетнем возрасте она начала заниматься вольной борьбой под руководством Валерия Николаева. Выступает за Ростовскую область на всероссийских турнирах.

## Спортивная карьера

### Полина на кадетском уровне
Полина дебютировала в качестве борца в команде Ростовской области на первенстве России 2016 до 16 лет, но стала лишь пятой. В 2017 году снова выступила на первенстве России до 16 лет в весе до 49 кг и добилась первого места, одолев Дарью Мануил из Новосибирской области. В 2018, Полина выиграла уже первенство России среди кадетов (до 18 лет) и была удостоена представлять Россию на первенстве мира в Хорватии, где она стала вице-чемпионкой мира, выиграв Аишу Каппар (Казахстан), Тиару Икей (США), Мунхгерел Мунхбат (Монголия) и уступив японке Акари Фуджинами в финале до 49 кг. В 2019 году на первенстве России среди кадеток, она стала второй в новой весовой категории до 53, уступив Виктории Хусаиновой из Кемеровской области. В конце июля 2019 года она победила на Европейском юношеском Олимпийском летнем фестивале в Баку в весе до 53 килограмм. Участница первенства мира 2019 года в Болгарии. В 2020 году вернулась в свой привычный вес до 50 кг и добилась успеха на первенстве России среди юниоров (до 21 года).

### Полина во взрослой борьбе
Летом 2021 года Забейворота выиграла свой первый международный титул — чемпионат Европы среди юниоров, который проходил в немецком городе Дортмунд. В финале она с легкостью расправилась с украинской спортсменкой Лилей Маланчук. В конце 2021 года, она дебютировала на взрослом уровне, на кубке России она стала второй, уступив Анжелике Фёдоровой из Кемеровской области. Участница гран-при Иван Ярыгин 2022. В феврале 2022 года она дошла до финала турнира Яшар Догу в Турции, и в спорном судейском матче проиграла румынке Алине Вук. В марте 2022 года Полина финишировала первой на первенстве России среди юниоров в Надыме в весе до 50 кг. В конце весны 2022 года она получила травму, которая не позволила ей продолжить участие на стадии квалификации Чемпионата России 2022 года.

### Полина в Беларуси
После восстановление от травмы, она поехала в Беларусь и стала участвовать на местных турнирах, в июле 2022 года она выиграла турнир памяти Николая Королёва в Могилёве (Беларусь). Так же, в начале сентябре, она снова выиграла турнир памяти Сергея Смаля в центре олимпийской подготовки республики Беларусь «Стайки». В конце сентября 2022 года она стала второй на гран-при Александра Медведя в Минске. В конце своего беларусского турне, она выиграла кубок «Belneftekhim Women’s Cup» до 23 лет, в матчевой встречи России и Республики Беларусь в Минске.

### Возвращение в Россию (2023)
В начале 2023 года она добыла бронзовую медаль на турнире гран-при Иван Ярыгин в Красноярске. В апреле она выиграла очередное первенство России в Татарстане в весе до 53 кг. В мае она поехала в Кыргызстан, на открытом международном турнире в Бишкеке она стала первой в весовой категории до 50 кг. В июне на Чемпионате России в Дагестане, она сенсационно выиграла свой первый национальный титул среди взрослых борцов. В полуфинале она одолела призёрку чемпионата мира Надежду Соколову из Нижегородской области, а в финале, в ярком поединки она взяла верх над местной спортсменкой Елизаветой Смирновой. В августе Полина выступила на первенстве мира среди юниоров, где заняла лишь пятое место. В сентябре Полина была отобрана в состав сборной России на чемпионат мира 2023 в Белграде (Сербия), но потерпела неудачу на данном чемпионате мира.

### 2024
В январе выиграла бронзовую медаль на кубке Ивана Ярыгина в Красноярске. В сентябре была финалисткой первенства России до 23 лет в весе до 55 кг.

## Спортивные результаты
- 2021 Первенство Европы среди юниоров — ;
- 2021 Кубок России — ;
- 2022 Яшар Догу — ;
- 2023 Гран-при Иван Ярыгин — ;
- 2023 Чемпионат России — ;
- 2024 Кубок Ивана Ярыгина — ;
- 2024 Первенство России до 23 лет — ;

## Личная информация
Полина жена Владимира Забейворота, который является победителем первенства России по греко-римской борьбе до 23 лет.